# Dolianova
Dolianova (en sard Partiolla) és un municipi italià, situat a la regió de Sardenya i a la província de Sardenya del Sud. L'any 2004 tenia 8.223 habitants. Es troba a la regió de Parteòlla. Limita amb els municipis de San Nicolò Gerrei, Sant'Andrea Frius, Serdiana, Sinnai, Soleminis i Villasalto.

## Administració
| Període | Identitat   | Partit        |
| ------- | ----------- | ------------- |
| 2006-   | Luigi Piano | Llista cívica |